# Лашхраши
Лашхраши (груз. ლაშხრაში) — село в Грузии, на территории Местийского муниципалитета края (мхаре) Самегрело-Верхняя Сванетия.

## География
Село находится в северо-западной части Грузии, к северу от реки Ингури, на расстоянии приблизительно 23 километров (по прямой) к западу от посёлка городского типа Местиа, административного центра муниципалитета. Абсолютная высота — 1767 метров над уровнем моря.

## Население
По результатам официальной переписи населения 2014 года в Лашхраши проживало 2 человека (2 мужчины). В национальной структуре населения грузины составляли 100 %.
| Год  | Население, человек |
| ---- | ------------------ |
| 2002 | н/д                |
| 2014 | 2                  |